# Slater-Marietta
Slater-Marietta es un lugar designado por el censo ubicado en el condado de Greenville, en el estado estadounidense de Carolina del Sur. La localidad en el año 2000 tiene una población de 2.228 habitantes en una superficie de 11.1 km², con una densidad poblacional de 200.2 personas por km². 

## Geografía
Slater-Marietta se encuentra ubicado en las coordenadas 35°1′45″N 82°29′51″O / 35.02917, -82.49750. Según la Oficina del Censo, el pueblo tiene un área total de 11,1 km² (4,3 mi²), de la cual 11,1 km² (4,3 mi²) es tierra y 0 km² (0 mi²) (0.0%) es agua.

### Localidades adyacentes
El siguiente diagrama muestra a las localidades en un radio de 20 kilómetros (12,4 mi) de Slater-Marietta.

## Demografía
En el 2000 la renta per cápita promedia del hogar era de $30.898, y el ingreso promedio para una familia era de $36.190. El ingreso per cápita para la localidad era de $17.169. En 2000 los hombres tenían un ingreso per cápita de $26.950 contra $23.603 para las mujeres. Alrededor del 17.8% de la población estaba bajo el umbral de pobreza nacional. 